# Championnat d'Italie de rugby à XV 1941-1942
Navigation
Serie A 1940-1941 Serie A 1942-1943

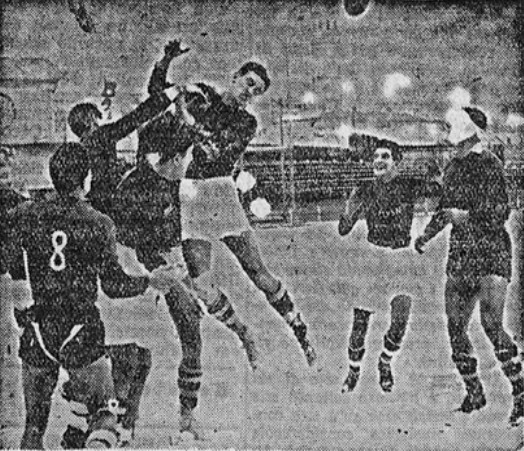
Image d'un match de rugby à XV entre l'ACF Padoue et le CG Milizia Rome, 8e journée du championnat italien de rugby 1941-42.

Le Championnat d'Italie de rugby à XV 1941-1942 oppose les neuf meilleures équipes italiennes de rugby à XV. Il débute en 1941 et se termine en 1942. Le championnat reprend la formule de la poule unique. Le GUF Pavie, dernière équipe classée, est reléguée puisque le GUF Bologna se retire à la mi-saison.
Le club de l'Amatori Milan remporte sont 12e titre, le 5e consécutif.

## Équipes participantes
| - Amatori Milan - GUF Torino - C.G. Milizia Roma - Padova - Battisti Genova | - GUF Milan - GUF Bologna - GUF Parma - GUF Pavie |

## Classement
Le GUF Bologna se retire de la compétition après les matchs aller.
| Rang | Club                    | J  | V  | N | D  | Pm  | Pe  | Diff | Pts |
| ---- | ----------------------- | -- | -- | - | -- | --- | --- | ---- | --- |
| 1    | Amatori Rugby Milan (T) | 16 | 13 | 1 | 2  | 439 | 40  | +399 | 28  |
| 2    | GUF Milan               | 14 | 11 | 1 | 2  | 158 | 61  | +97  | 23  |
| 3    | GUF Torino              | 15 | 9  | 3 | 3  | 116 | 91  | +25  | 21  |
| 4    | C.G. Milizia Roma       | 15 | 7  | 5 | 3  | 121 | 46  | +75  | 19  |
| 5    | Padova                  | 15 | 6  | 4 | 5  | 91  | 94  | -3   | 16  |
| 6    | Battisti Genova         | 13 | 3  | 1 | 9  | 149 | 136 | +13  | 7   |
| 7    | GUF Parma               | 13 | 2  | 1 | 10 | 37  | 208 | -171 | 5   |
| 8    | GUF Pavie               | 13 | 2  | 1 | 10 | 70  | 346 | -276 | 5   |
| 9    | GUF Bologna             | 0  | 0  | 0 | 0  | 0   | 0   | 0    | 0   |

|  | Vainqueur (no 1)         |
|  | Relégué (no 8)           |
|  | T : tenant du titre 1941 |

Attribution des points :  victoire : 2, match nul : 1, défaite : 0.

## Vainqueur
| Entraîneur |                        |                                                    |
| Avants     | Pilier                 | Brambilla IV, Campagna, Castano, Ferrini           |
| Avants     | Talonneur              | Ricci                                              |
| Avants     | Deuxième ligne         | Meroni                                             |
| Avants     | Troisième ligne aile   | Sgorbati, Zamboni                                  |
| Avants     | Troisième ligne centre | Cova                                               |
| Arrières   | Demi de mêlée          | Poggi                                              |
| Arrières   | Demi d'ouverture       | Dall'Ara                                           |
| Arrières   | Centre                 | Bevilacqua, Fava, G. Romano                        |
| Arrières   | Ailier                 | Gorni, Moretti, Re Garbagnati, P. Romano, Visentin |
| Arrières   | Arrière                | Cazzini, Panzeri, Parmigiani, Sessi, Testoni       |